# Джервь
Ꙉ, ꙉ (джервь) — буква старославянской азбуки. Часто использовалась во многих старых сербохорватских письменных памятниках для обозначения звуков /dʑ/ и /tɕ/ (современные đ/ђ и ć/ћ). Буква является основой современных Ћ и Ђ.